# Veikkausliiga de 2018
A Veikkausliiga de 2018 foi a octogésima oitava edição da principal divisão do futebol finlandês. A disputa apresentou um regulamento semelhante dos anos anteriores, sendo composta por três turnos de pontos corridos.
O título desta edição ficou com o Helsingin JK, que obteve 24 vitórias em 33 partidas. A conquista foi obtida com quatro rodadas de antecedência, quando a vantagem para o vice-líder aumentou para quinze pontos. Este foi o vigésimo nono título da equipe em toda a história da competição, ampliando a superioridade do maior campeão do campeonato finlandês. RoPS e KuPS terminaram na segunda e terceira colocação, respectivamente, e conquistaram as vagas para a Liga Europa do ano seguinte. Por sua vez, o Inter Turku também obteve a vaga na competição continental através da Copa da Finlândia.
O rebaixamento à Ykkönen de 2019 começou a ser definido nas últimas rodadas, nas quais o PS Kemi apresentou um desempenho ruim, terminando na última posição. Por sua vez, o TPS perdeu os play-offs de rebaixamento.

## Classificação
| Pos. | Equipes       | P  | J  | V  | E  | D  | GP | GC | SG  | Classificação ou rebaixamento                               |
| ---- | ------------- | -- | -- | -- | -- | -- | -- | -- | --- | ----------------------------------------------------------- |
| 1    | HJK           | 78 | 33 | 24 | 6  | 3  | 61 | 19 | +42 | Campeão e classificado para a Liga dos Campeões de 2019–20. |
| 2    | RoPS          | 62 | 33 | 18 | 8  | 7  | 42 | 25 | +17 | Classificado para a Liga Europa da UEFA de 2019–20.         |
| 3    | KuPS          | 58 | 33 | 17 | 7  | 9  | 56 | 37 | +19 | Classificado para a Liga Europa da UEFA de 2019–20.         |
| 4    | Honka         | 58 | 33 | 15 | 13 | 5  | 51 | 33 | +18 |                                                             |
| 5    | Ilves         | 49 | 33 | 14 | 7  | 12 | 45 | 41 | +4  |                                                             |
| 6    | VPS           | 41 | 33 | 10 | 11 | 12 | 37 | 43 | −6  |                                                             |
| 7    | Inter Turku   | 40 | 33 | 10 | 10 | 13 | 37 | 44 | −7  | Classificado para a Liga Europa da UEFA de 2020–21.         |
| 8    | Lahti         | 40 | 33 | 9  | 13 | 11 | 30 | 38 | −8  |                                                             |
| 9    | Seinäjoen JK  | 32 | 33 | 8  | 8  | 17 | 28 | 37 | −9  |                                                             |
| 10   | IFK Mariehamn | 31 | 33 | 8  | 7  | 18 | 37 | 59 | −22 |                                                             |
| 11   | TPS           | 29 | 33 | 7  | 8  | 18 | 37 | 55 | −18 | Play-offs de rebaixamento.                                  |
| 12   | PS Kemi       | 24 | 33 | 6  | 6  | 21 | 29 | 59 | −30 | Rebaixado para a Ykkönen de 2019.                           |

- Fonte: Veikkausliiga.com

## Play-offsde rebaixamento

### Jogo de ida
| 31 de outubro | KPV | 0 – 0     | TPS | Kokkolan Keskuskenttä, Kokkola         |
| 14:00         |     | Relatório |     | Público: 1 288 Árbitro: Petri Viljanen |

### Jogo de volta
| 3 de novembro | TPS               | 1 – 1     | KPV                | Veritas Stadion, Turku                |
| 15:00         | Sami Rähmönen 18' | Relatório | Kalle Multanen 44' | Público: 3 524 Árbitro: Antti Munukka |